# Шина SAM
Шина SAM (структурна алюмінієва пластична шина) — це компактний, легкий, універсальний медичний виріб, призначений для знерухомлення травм кісток і м'яких тканин в екстрених умовах.
Вона складається з смужки м'якого алюмінію товщиною 0,016 дюйма (0,41 мм), з поліетиленовим закритим пінопластовим покриттям.
Шина SAM є радіопрозорою, що означає, що вона не заважає рентгенівським променям.
Наявні дві базові моделі:
- SAM Splint — оранжево-сині кольори
- Sam Splint II Military Edition — брудно-зелені кольори

## Історія
Шину SAM було винайдено доктором Сем Шейнбергом (англ. Dr. Sam Scheinberg), який, будучи травматологом під час війни у В'єтнамі, виявив, що медики на місцях, як правило, ігнорують шину, видану їм армією. Ідею він розвинув, граючись із обгорткою жувальної гумки з фольги.

## Застосування

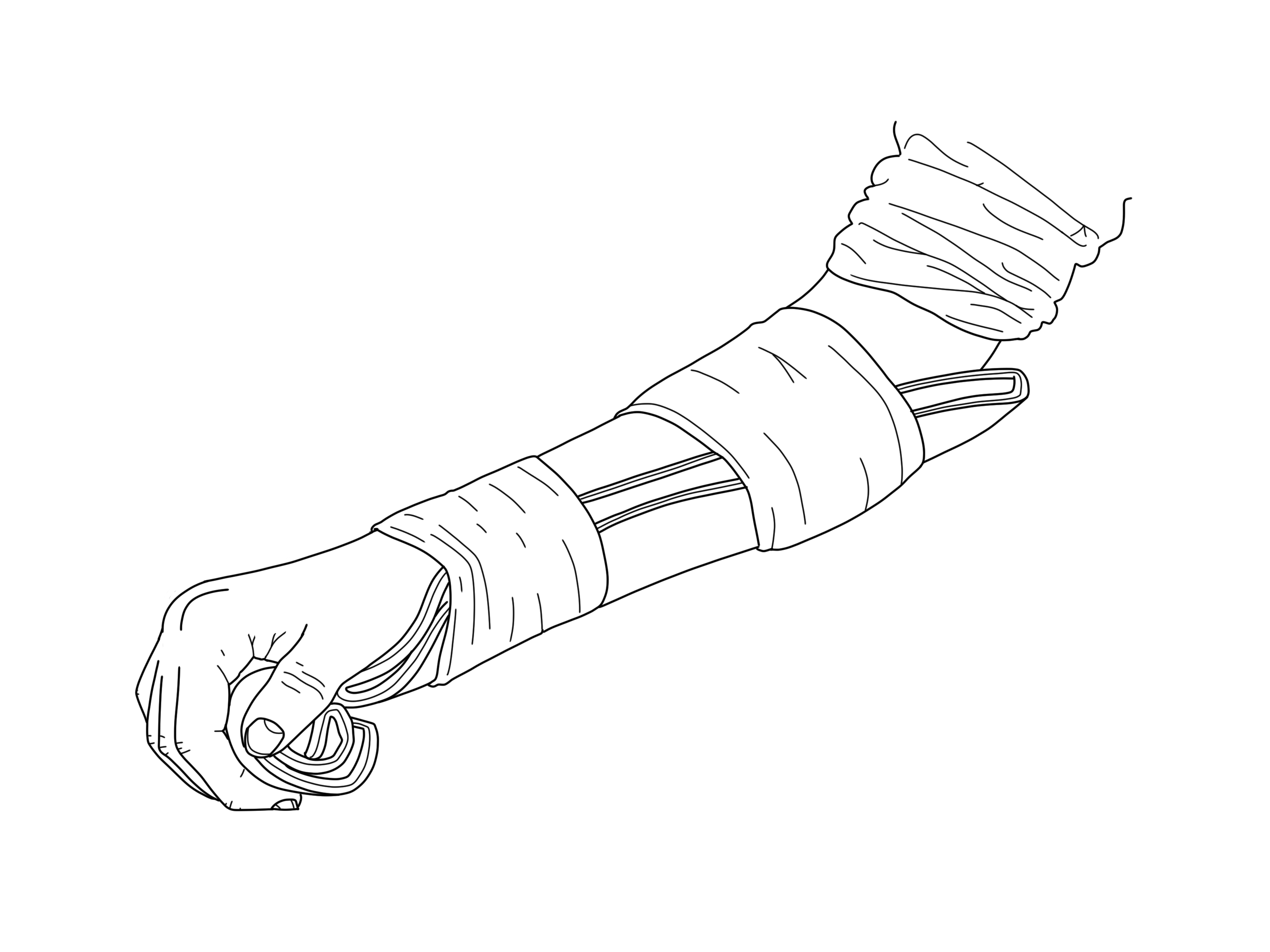
Шина накладена на передпліччя та кисть

Виріб часто зустрічаються в аптечках першої допомоги, «стрибоковому наборі» медичного техніка швидкої, машині швидкої допомоги, а також у інших аналогічних комплектах. Зазвичай постачається у рулоні або у вигляді плоскої смуги, його можна розгорнути або розкласти і сформувати по тілу потерпілого (відповідної ділянки). Склавшись у «кривулину», він стає досить жорстким і здатний знерухомити адекватно, включаючи ногу, передпліччя або плечову кістку. Складений належним чином, його також можна використовувати для стабілізації шийного відділу хребта. Його можна легко вирізати будь-якими ножицями (великими ножицями теж) для виготовлення менших шин — для пальців.
Після використання таку шину можна очищати, перекладати та використовувати повторно.
Вони використовуються на борту Міжнародної космічної станції, як легкі компактні шини, з цієї причини часто називають абревіатуру SAM посиланням на «Космічну авіаційну медицину»(Space Aviation Medicine).

## Розміри
Типова довжина 36 дюймів (91 см) і 4,25 дюйма (10,8 см) ширина.
Додаткові розміри:
- 1,8 дюйма (4,6 см) на 3,75 дюйма (9,5 см) шина для пальців;
- 9 дюймів (23 см) довжина;
- 18 дюймів (46 см) довжина;
- 36 дюймів (91 см) довжина та 5,5 дюйма (14 см) ширина — особливо великий.